# 博福尔 (卢森堡)
博福尔（法語：Beaufort）是卢森堡东部的一个市镇，属于埃希特纳赫县。 

## 画廊

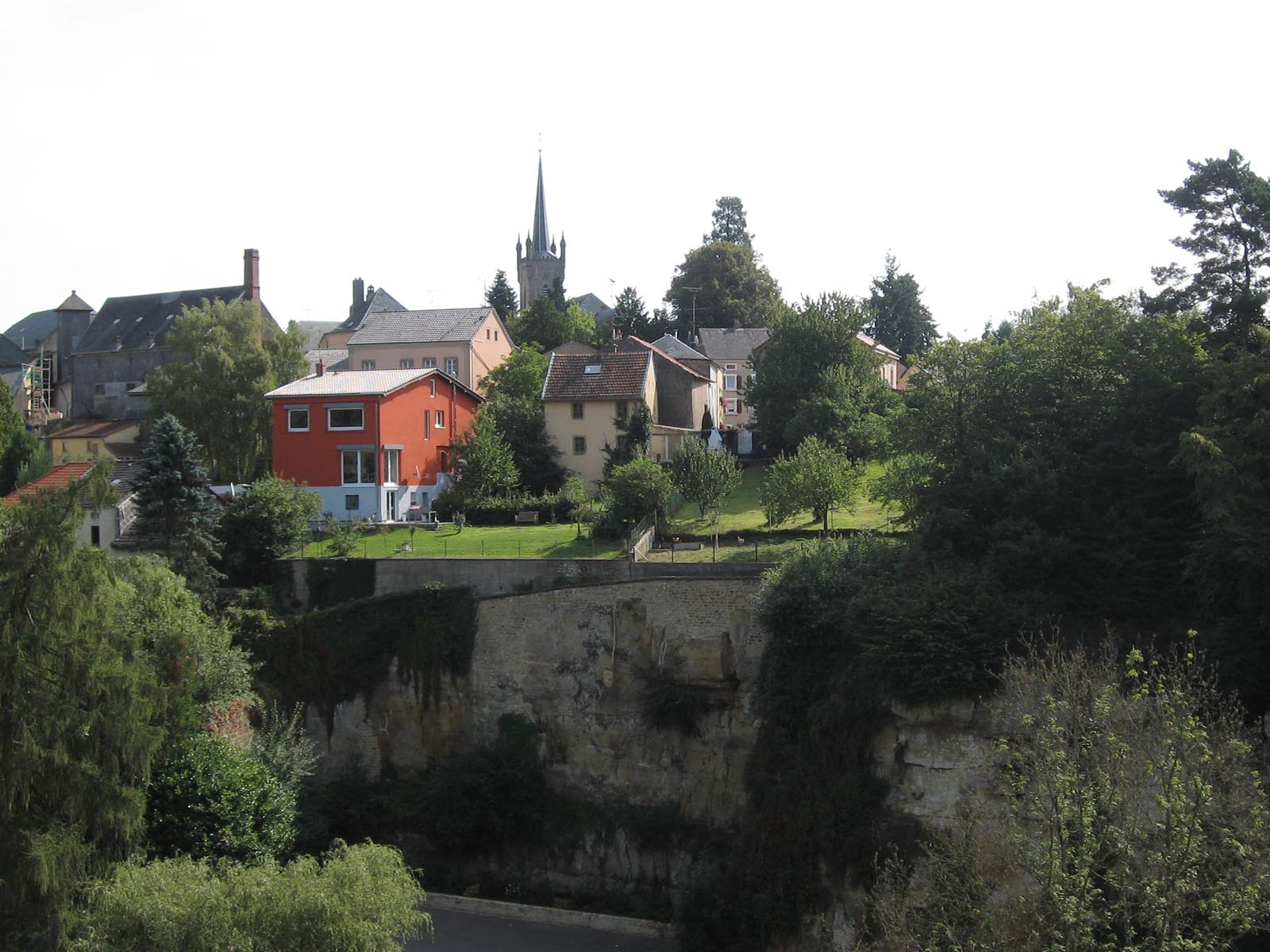
博福尔
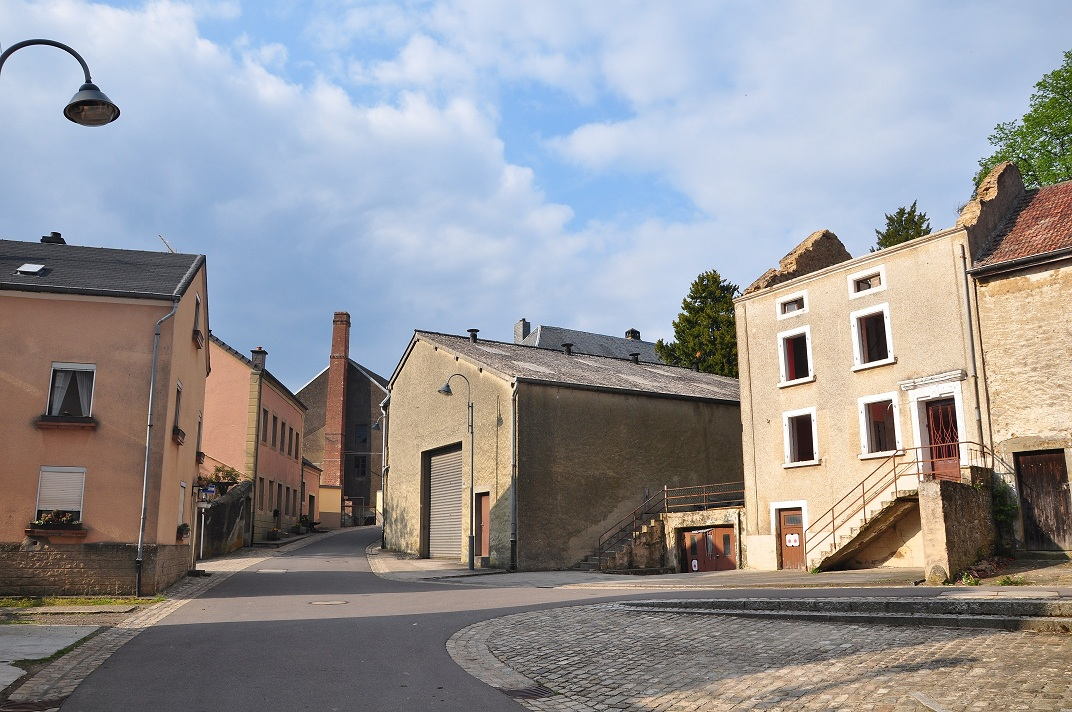
博福尔镇中心
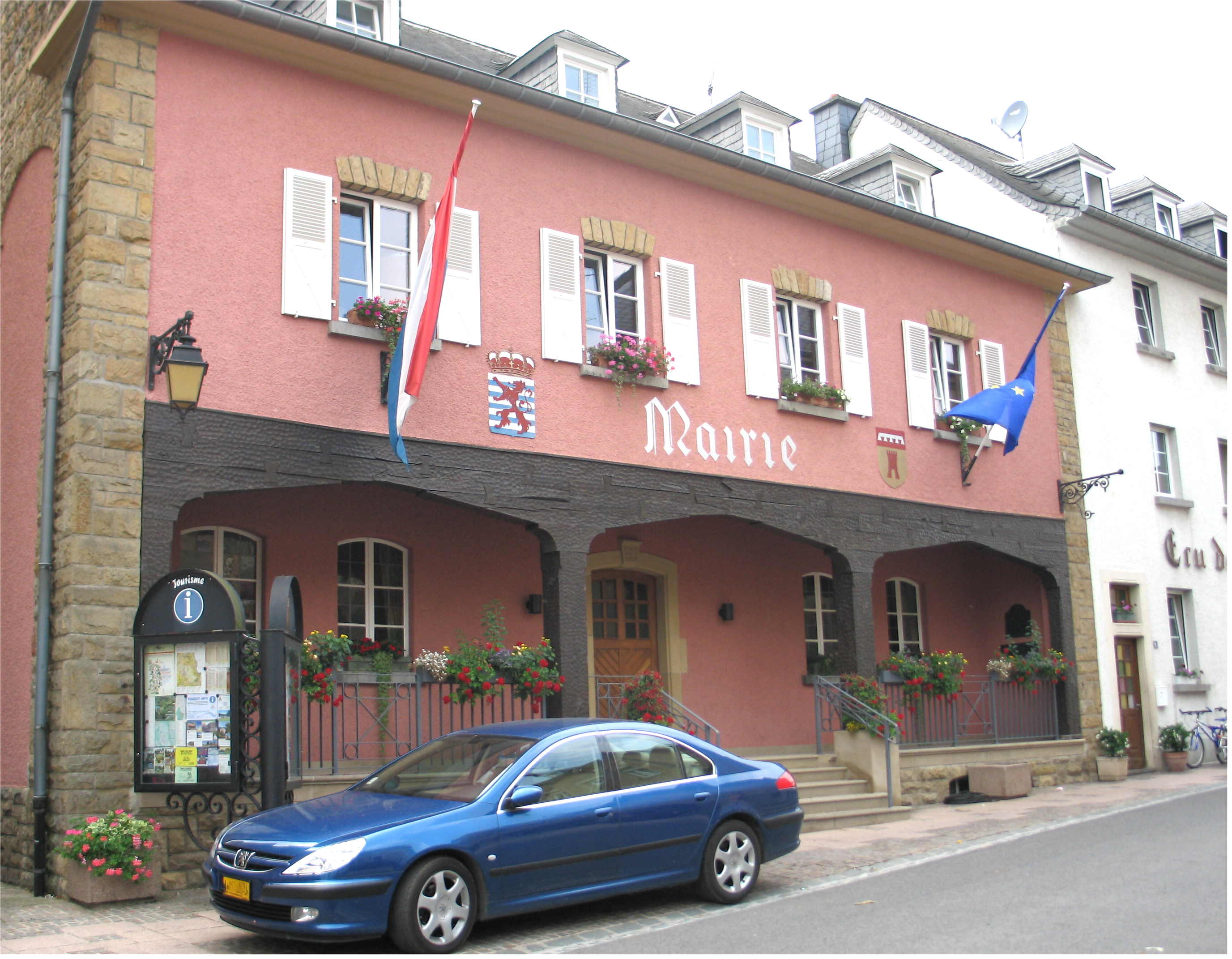
博福尔市政厅